# 2005년 동계 유니버시아드
2005년 동계 유니버시아드(영어: 2005 Winter Universiade, XXII Winter Universiade)는 2005년 1월 12일부터 1월 22일까지 오스트리아의 인스부르크에서 열린 동계 유니버시아드이다.

## 대회 이모저모
- 대한민국은 가장 많은 금메달인 10개를 획득하였다. 하지만, 쇼트트랙 한 분야에서만 금메달을 획득하였다.
- 대한민국은 쇼트트랙에 걸린 금메달 10개를 모두 차지하였다.
- 최은경은 쇼트트랙 여자부문의 전종목 석권으로 5관왕에 올랐다.
- 안현수는 쇼트트랙 남자부문에서 4관왕을 차지했다.

## 메달 집계
| 순위 | 국가                | 금메달 | 은메달 | 동메달 | 합계 |
| ---- | ------------------- | ------ | ------ | ------ | ---- |
| 1    | 오스트리아          | 10     | 8      | 4      | 22   |
| 2    | 대한민국            | 10     | 7      | 6      | 23   |
| 3    | 러시아              | 7      | 5      | 9      | 21   |
| 4    | 일본                | 5      | 6      | 6      | 17   |
| 5    | 폴란드              | 5      | 2      | 1      | 8    |
| 6    | 우크라이나          | 4      | 10     | 2      | 16   |
| 7    | 카자흐스탄          | 4      | 1      | 2      | 7    |
| 8    | 이탈리아            | 4      | 0      | 5      | 9    |
| 9    | 중국                | 3      | 6      | 8      | 17   |
| 10   | 네덜란드            | 3      | 5      | 2      | 10   |
| 11   | 슬로베니아          | 3      | 4      | 3      | 10   |
| 12   | 체코                | 3      | 2      | 4      | 9    |
| 13   | 프랑스              | 2      | 1      | 4      | 7    |
| 14   | 스위스              | 1      | 3      | 3      | 7    |
| 15   | 핀란드              | 1      | 2      | 2      | 5    |
| 16   | 미국                | 1      | 2      | 0      | 2    |
| 16   | 세르비아 몬테네그로 | 1      | 2      | 0      | 3    |
| 16   | 영국                | 1      | 2      | 0      | 3    |
| 17   | 독일                | 1      | 1      | 3      | 5    |
| 18   | 벨라루스            | 0      | 3      | 2      | 5    |
| 20   | 슬로바키아          | 0      | 0      | 2      | 2    |
| 20   | 불가리아            | 0      | 0      | 1      | 1    |

| 동계 유니버시아드 |                                          |             |
| 이전              | 2005년 동계 유니버시아드 인스부르크 2005 | 다음        |
| 타르비시오 2003   | 2005년 동계 유니버시아드 인스부르크 2005 | 토리노 2007 |
|                   |                                          |             |
|                   |                                          |             |